# ネオヘスペリドース
ネオヘスペリドース(Neohesperidose)は、ラムノースとグルコースがα-(1→2)グリコシド結合してできた二糖。ミカン属やマキ属でフラボノイド配糖体の糖部分(グリコン)として見られる。

## ネオヘスペリドース配糖体
- ナリンギン
- シアニジン-3-ネオヘスペリドシド
- デルフィニジン-3-ネオヘスペリドシド
- ネオヘスペリジン（英語版） (ヘスペレチン-7-O-ネオヘスペリドシド)
- ロイフォリン (アピゲニン-7-O-ネオヘスペリドシド)
- ミリセチン-3-O-ネオヘスペリドシド（ヒロハフウリンホオズキで見られる[3]。）
- ルテオリン 7-O-ネオヘスペリドシド（英語版）